# Lynn Carlin
Pour les articles homonymes, voir Carlin (homonymie).
Lynn Carlin est une actrice américaine née le 31 janvier 1938 à Los Angeles.

## Filmographie
- 1968 : Faces : Maria Forst
- 1969 : Silent Night, Lonely Night (TV) : Jennifer Sparrow
- 1970 : Tick... Tick... Tick et la violence explosa (...Tick... Tick... Tick) : Julia Little
- 1971 : A Step Out of Line (TV) : Linda Connors
- 1971 : Taking Off : Lynn Tyne
- 1971 : Deux Hommes dans l'Ouest (Wild Rovers) : Mrs. Sada Billings
- 1971 : Mr. and Mrs. Bo Jo Jones (TV) : Mrs. Jones
- 1973 : Baxter! de Lionel Jeffries : Mme Baxter
- 1974 : The Morning After (TV) : Fran Lester
- 1974 : The Last Angry Man  (TV) : Sarah Abelman
- 1974 : Le Mort-vivant (Dead of Night) : Christine Brooks
- 1974 : Terror on the 40th Floor (TV) : Lee Parker
- 1975 : The Tenth Level (en) (TV) : Barbara
- 1975 : The Honorable Sam Houston (TV) : Margaret Houston
- 1975 : The Lives of Jenny Dolan (TV) : Nancy Royce
- 1976 : Dawn: Portrait of a Teenage Runaway (TV) : la mère de Dawn
- 1977 : James at 15 (en) (TV) : Meg Hunter
- 1977 : James at 15 (en) (série TV) : Mme Joan Hunter
- 1979 : Not Until Today (TV) : Mae Henderson
- 1979 : French Postcards : Mme Weber
- 1980 : Les Mercenaires de l'espace (Battle Beyond the Stars) : Nell (voix)
- 1982 : The Kid from Nowhere (TV) : Molly Edward
- 1982 : Superstition : Melinda Leahy
- 1982 : Forbidden Love (TV) : Ella Wagner
- 1983 : Le Crime dans le sang (A Killer in the Family) (TV) : Dorothy Tison